# Селище відділення № 2 радгоспу «Красна Звєзда»
селище відділення № 2 радгоспу «Красна Звєзда» (рос. отделения № 2 совхоза «Красная Звезда») — селище у Суровікінському районі Волгоградської області Російської Федерації.
Населення становить 14 осіб. Входить до складу муніципального утворення Сисоєвське сільське поселення.

## Історія
Селище розташоване у межах українського історичного та культурного регіону Жовтий Клин.
Згідно із законом від 21 грудня 2004 року № 971-ОД органом місцевого самоврядування є Сисоєвське сільське поселення.

## Населення
| 2010 |
| ---- |
| 14   |